# 春藤真三
春藤 真三（しゅんどう しんぞう、1892年9月13日 - 1964年10月29日）は、日本の都市計画家、土木技術者。大分県生まれ。

## 略歴
旧制第一高等学校を経て、1918年（大正7年）に東京帝国大学工科大学土木工学科を卒業。同級に青木楠男、石川栄耀らがいた。卒業後、民間会社勤務の後に工務所を自営。1923年（大正12年）の関東大地震を機に帝都復興院技師となる。土木部道路課勤務。
1925年（大正14年）には東京帝国大学法学部政治学科を卒業。1927(昭和2)年 欧米視察。1928年（昭和3年）、内務省復興局長官官房計画課に勤務する。1929年（昭和4年）から1938年（昭和13年）まで、神奈川県土木部道路課長を振出し、富山県、栃木県、岐阜県の上水課長を歴任。
1938年（昭和13年）、内務省計画局に転じ、1939年（昭和14年）に同計画局第一技術課長を務める。栃木県在任中、火災で焼失した県庁舎を新築するのに万遺漏がなかったことで、このとき県知事はのちの内務省計画局に移る松村光磨であったが、榧木寛之の後任として春藤を内務省計画局に迎えたのは、その計画局長の職にあった松村だという。
また、野坂相如が空席であった神奈川県の都市計画課長就任には、内務省技術第一課長時代の春藤の関与とされる。　第一技術課長には就任したが、当時は準戦時態勢の時代で、一般の都市計画の事業は縮小の一途で、僅かに橿原と宇治山田で計画されていた神都計画の事業と、全国何ヶ所かの新興工業都市の建設事業に力が注がれ、更には防空施設の建設が問題化しつつあったがしかし資源も資材も直接戦力増強の関係事業に向けられ、都市計画にとっては困難な時代に突入、神都計画の如きは性質上予算其他特別の扱いを受けてはいたが、この直轄事業の遂行も容易ではなかったという。
1941年（昭和16年）から帝都高速度交通営団設立に伴い参与となり、1945年（昭和20年）に退職。
1946年（昭和21年）に熊本市復興局長となり、同市の戦災復興に尽力、1950年（昭和25年）に辞す。
この頃より都市計画行政に深く関わり、宇都宮市、青森市、鎌倉市、高松市、藤沢市などの諧都市の都市計画事業に従事。1959年（昭和34年）、日本都市計画学会会長。1961（昭和36）年同学会名誉会員。その間首都圏整備委員会専門委員、神奈川都市計画審議会委員等を歴任。一方また溝口三郎、北村徳太郎と共に全国市長会の専門調査員として多数都市の開発計画の立案に従事。晩年胆石、肺気腫を病み、39年10月29日没。

## 栄典
- 1930年（昭和5年）12月5日 - 帝都復興記念章[3]

## 家族
- 父・春藤修 - 大分県県属
- 兄・春藤和 - 三菱銀行常務、花王油脂会長、花王石鹸相談役。東京高等商業学校卒。義兄（妻の兄）に藤平純三。[4][5]
- 妻・島田富恵 - 熊本の島田恒信の三女。恒信は島田美術館設立者・島田真富のおじ。